# Viktor Orbán
Viktor Mihály Orbán (pronunțat /ˈviktoɾ ˈoɾbaːn/) (n. 31 mai 1963, Székesfehérvár, Ungaria) este un avocat și politician maghiar, care ocupă funcția de prim-ministru al Ungariei din 2010 (fiind reales în 2014, 2018 și 2022), după ce a deținut aceeași funcție și între 1998 și 2002. Pe 29 noiembrie 2020, a devenit cel mai longeviv prim-ministru al Ungariei.
În timpul primului său mandat de prim-ministru și al guvernului de coaliție conservator, între 1998 și 2002, inflația și deficitul fiscal au scăzut, iar Ungaria a aderat la NATO. După ce a pierdut realegerea, Orbán a condus partidul de opoziție între 2002 și 2010.
De când Viktor Orbán a reluat funcția de prim-ministru în 2010, politicile sale au stârnit îngrijorări cu privire la starea democrației din Ungaria. Criticii susțin că guvernul său a slăbit independența justiției, a limitat libertatea presei și a favorizat corupția. În timpul celui de-al doilea mandat de prim-ministru, Orbán a introdus mai multe reforme controversate, inclusiv amendamentele la Constituția Ungariei din 2013.
Orbán se prezintă adesea ca un apărător al valorilor creștine în fața unei Uniuni Europene pe care o consideră anti-naționalistă și anti-creștină. El își descrie politicile drept „democrație creștină iliberală”, promovând euroscepticismul și consolidarea relațiilor cu țări precum China și Rusia.
Guvernul său a fost descris ca fiind un regim hibrid, cu un sistem cu un partid dominant. În 2021, FIDESZ, partidul său politic, a părăsit Partidul Popular European din cauza unor divergențe.

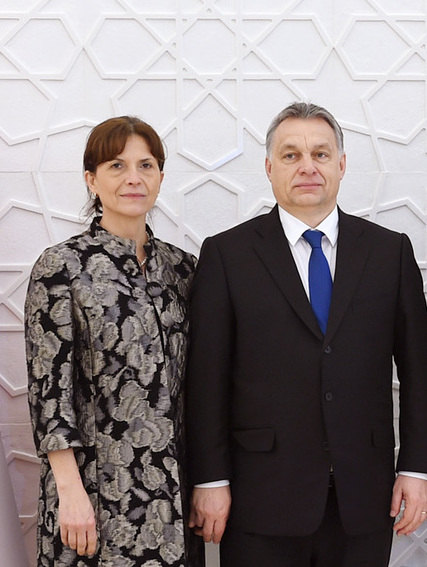
Orbán și soția sa, Anikó Lévai, în 2016

## Biografie
Viktor Orbán s-a născut în 1963 în orașul Székesfehérvár. A copilărit în localitățile rurale Alcsútdoboz și Felcsút. În 1977, familia sa s-a mutat la Székesfehérvár, unde Orbán a urmat un liceu cu profil de limbă engleză. Între 1981 și 1982, a efectuat serviciul militar, iar ulterior a început studiile la Universitatea Eötvös Loránd din Budapesta, unde a obținut diploma de Juris Doctor în 1987. În 1989, a studiat un an de studii la Oxford, sub o bursă oferită de Fundația Soros.
Orbán a jucat fotbal încă din copilărie. A fost fotbalist profesionist la echipa FC Felcsút. După încheierea carierei sale, a devenit unul dintre principalii finanțatori ai fotbalului maghiar.
Orbán s-a căsătorit cu jurista Anikó Lévai în 1986 și au împreună cinci copii. Fiica lor cea mai mare, Ráhel, este căsătorită cu antreprenorul István Tiborcz. Fiul lui Orbán, Gáspár, este un fost fotbalist și unul dintre fondatorii unei comunități religioase numite Felház.
Orbán este membru al Bisericii Reformate, în timp ce soția și cei cinci copii ai săi au fost crescuți în religia catolică. Fiul său, Gáspár Orbán, s-a convertit în 2014 la Biserica Credinței, o denominațiune penticostală, și în prezent este pastor. Acesta a afirmat că a auzit vocea lui Dumnezeu și că a fost martor la vindecări miraculoase.

## Cariera politică
Pe 30 martie 1988, Orbán a fondat partidul național-liberal FIDESZ (fides în latină înseamnă loialitate) în 30 martie 1988 împreună cu alți 35 de studenți și activiști.
Pe 16 iunie 1989, Orbán a susținut un discurs în Piața Eroilor din Budapesta cu ocazia reînhumării martirilor naționali ai Revoluției Maghiare din 1956. În discursul său, el a cerut alegeri libere și retragerea trupelor sovietice, ceea ce l-a adus în atenția națională și a anunțat existența partidului FIDESZ. FIDESZ a devenit partid politic în octombrie 1989.
La alegerile parlamentare din aprilie 1990, Viktor Orbán a fost ales membru al parlamentului ungar din circumscripția Pesta. Pe 18 aprilie 1993, Orbán a devenit primul președinte al partidului, înlocuind grupul conducerii. Sub conducerea sa, FIDESZ s-a transformat treptat dintr-o organizație de tineret liberal-radicală într-un partid de centru-dreapta. 
La alegerile parlamentare din 1994, Fidesz a atins cu greu pragul de 5%. Orbán a devenit deputat pe lista regională a partidului din județul Fejér.

## Prim-ministru
În 1998 FIDESZ-MPP a câștigat alegerile cu 42% în alianță cu partidul Forumul Democrat Maghiar. Orbán avea la acea dată vârsta de 35 de ani.
Noul guvern a luat măsuri de reformă radicale în administrația statului, în special privind economia și privatizarea, după modelul german. A creat noua funcție de cancelar, de asemenea după model german și austriac.
A avut succes în privința economiei: inflația a scăzut de la 15% din anul 1998 la 10% în anul 1999, iar PIB-ul s-a ridicat de la 4% la 5%; a crescut exportul industrial, iar deficitul bugetar a scăzut. Ca urmare, cota de simpatizanți ai FIDESZ-ului s-a ridicat la 43%.
Guvernul Orbán a continuat negocierile de aderare la UE, dar în ritm scăzut.
Partidul FIDESZ a colaborat în tăcere cu partidul ultra-naționalist din opoziție MIEP (în maghiară: Magyar Igazság és Élet Pártja). Liderul acestui partid era și este scriitorul István Csurka, care în guvernul Antall din perioada 1991 - 1992 a ocupat funcția de deputat și vice-președinte al partidului MDF, fiind și unul din fondatorii acelui partid. Csurka a fost scos din partidul MDF pe data 5 iunie 1993, după care, tot in 1993, a înființat partidul MIEP. În alegerile din 2002, MIEP a primt 4,37% din voturi, drept care nu a trecut pragul necesar de intrare in parlament de 5%. MIEP, un partid cu o retorică antisemită, a pretins că Tratatul de la Trianon ar fi fost injust și nedrept și a dorit revizia granițelor prin metode pașnice, scopul fiind crearea așa-zisei Ungarii Mari. Această colaborare a fost considerată drept necesară deoarece majoritatea coaliției de la putere era mică și fragilă, guvernul având nevoie de un sprijin mai larg în parlament.
În mass-media internațională partidul FIDESZ a fost criticat, în special pentru "legitimația maghiară", un certificat pentru ungurii de dincolo de granițele Ungariei. Justificația pentru crearea unui astfel de document a fost efectul negativ al Tratatului de la Trianon asupra maghiarilor de peste hotare. Premierul român Adrian Năstase a acceptat și a semnat la Budapesta, în 2002, înaintea alegerilor generale din Ungaria, o înțelegere cu guvernul maghiar  asupra introducerii unei "legitimații de maghiar".
Mai târziu, în martie, guvernul Orbán a fost criticat și de Federația juridică de la Bruxelles. În alegerile din 2002, FIDESZ a pierdut cu o diferență de doar câteva sute de voturi față de MSZP, drept care MIEP a pretins ca alegerile au fost fraudate.

## Critici
Criticii lui Orbán au inclus lideri autohtoni și străini (inclusiv fostul secretar de stat al Statelor Unite Hillary Clinton,  cancelarul german Angela Merkel,  și președinții Comisiei Europene José Manuel Barroso, și Jean-Claude Juncker), organizații interguvernamentale, organizații neguvernamentale. Mai exact, el a fost acuzat că a continuat reforme antidemocratice; reducerea independenței presei din Ungaria, a sistemului judiciar și a băncii centrale; modificarea Constituției Ungariei pentru a preveni modificările legislației susținute de Fidesz; și de clientelism și nepotism. 
Orbán a susținut în mod regulat investițiile în natalitate, care este scăzută în Ungaria. Orban a abordat „marea teorie a înlocuirii”, populară în rândul neo-naziștilor, care emulează o abordare nativistă de a respinge imigrația străină de frica înlocuirii de către imigranți: „Dacă Europa nu va fi populată de europeni în viitor și luăm acest lucru așa cum este dat, atunci vorbesc despre un schimb de populații, pentru a înlocui populația europenilor cu altele ”, a spus Orbán.
Unele partide de opoziție și critici îl consideră pe Orbán un oponent al integrării europene. În 2000, partidele de opoziție MSZP și SZDSZ și presa de stânga prezentau comentariul lui Orbán potrivit căruia „există viață în afara UE” ca dovadă a antieuropeismului și a simpatiilor sale cu dreapta radicală.  În aceeași conferință de presă, Orbán a lămurit că „încercăm să facem aderarea rapidă, deoarece poate stimula creșterea economiei Ungariei”.
Magnatul de afaceri maghiaro-american și activistul politic George Soros a criticat că Orbán a gestionat criza europeană a migranților din 2015, spunând: "Planul său tratează protecția frontierelor naționale ca obiectiv și a refugiaților ca un obstacol. Planul nostru tratează protecția refugiaților ca fiind granițele obiective și naționale ca obstacol. "
Guvernul Orbán a început să atace Soros și ONG-urile sale încă de la începutul anului 2017, în special pentru sprijinul acordat imigrației mai deschise. În iulie 2017, ambasadorul israelian în Ungaria s-a alăturat grupurilor evreiești și alții pentru a denunța o campanie de panou publicitar susținută de guvern. Criticii lui Orbán au afirmat că „evocă amintiri despre afișele naziste din timpul celui de-al doilea război mondial”. Ambasadorul a declarat că campania „evocă amintiri triste, dar și semănă ura și frica”, o aparentă referință la Holocaust. Ore mai târziu, Ministerul Afacerilor Externe din Israel a emis o „clarificare”, denunțându-l pe Soros, afirmând că „subminează continuu guvernele alese în mod democratic din Israel” și organizațiile finanțate „care defăimă statul evreu și încearcă să-i refuze dreptul de a se apăra”. Clarificarea a venit cu câteva zile înainte de o vizită oficială în Ungaria de către premierul israelian Benjamin Netanyahu.  Mesajele anti-Soros au devenit elementele cheie ale comunicării și campaniei guvernului de atunci, care, printre altele, au vizat și Universitățile Central Europeane.

## Politica externă
În septembrie 2016, i-a acuzat pe politicienii UE de nihilism pentru lipsa de reacție în fața valului de emigranți intrați în Europa începând cu 2015. De asemenea a pledat pentru înființarea unei armate a UE care, în opinia sa, ar trebui să controleze Marea Mediterană.

## Galerie

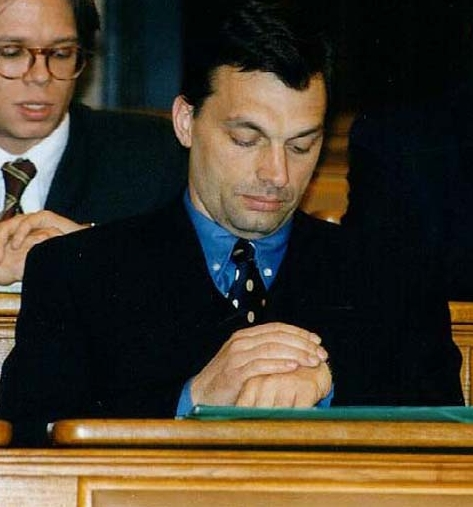
Orbán în 1997 ca lider al opoziției
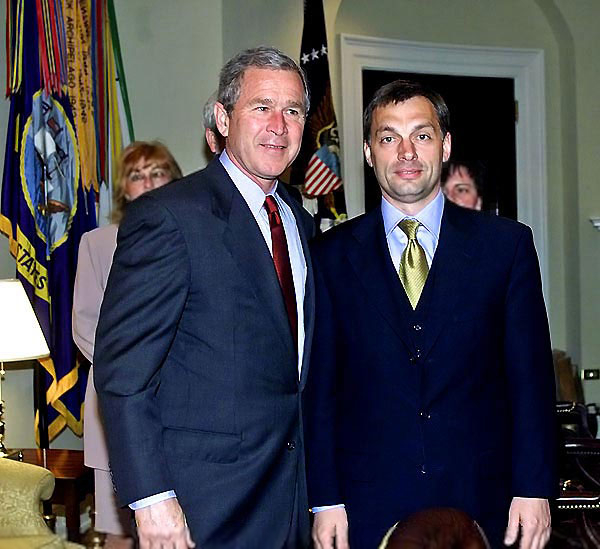
Orbán cu George W. Bush în 2001
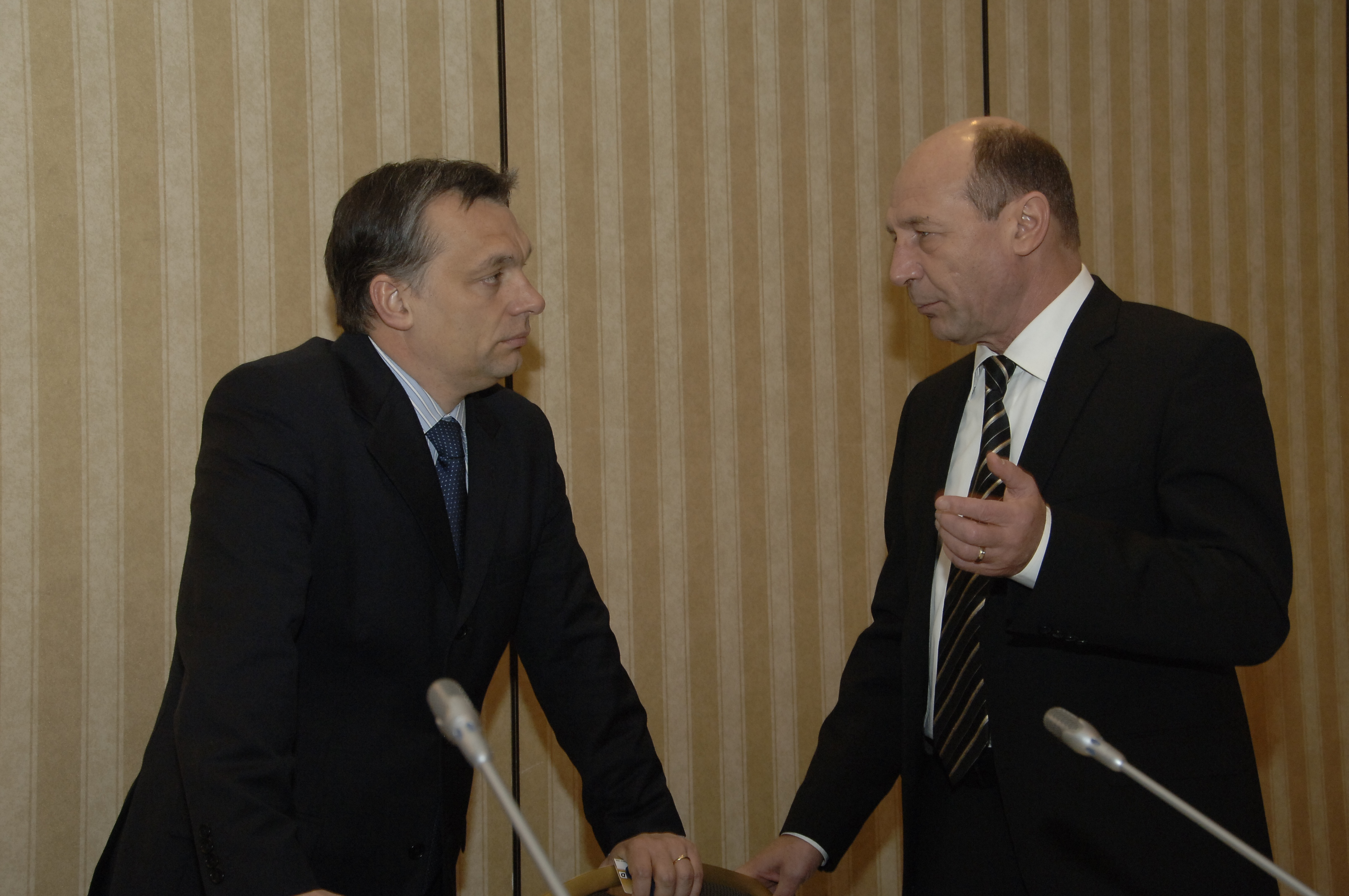
Orbán și Traian Băsescu în 2008
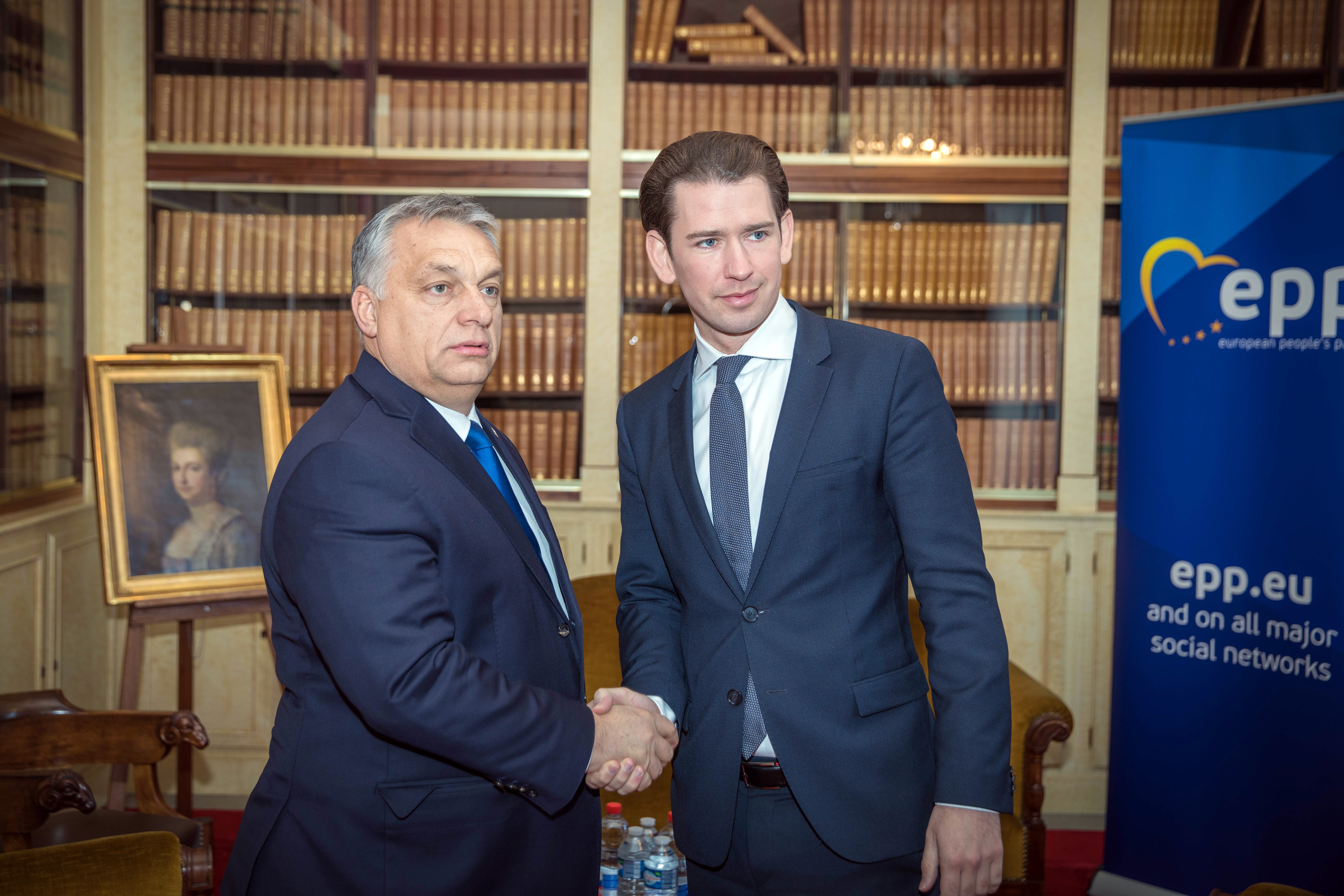
Orbán și cancelarul austriac Sebastian Kurz în decembrie 2018